# Sovata
Sovata là một thị xã thuộc hạt Mureș, România. Dân số thời điểm năm 2002 là 11568 người.